# Teucrium hijazicum
Teucrium hijazicum là một loài thực vật có hoa trong họ Hoa môi. Loài này được Hedge & R.A.King miêu tả khoa học đầu tiên năm 1988.